# رزا منتظمی
فاطمه بحرینی مشهور به رزا منتظمی (۱۳ مرداد ۱۳۰۱ – ۱ آبان ۱۳۸۸) استاد آشپزی و نویسنده کتاب هنر آشپزی بود.

## زندگی
رزا منتظمی متولد شهرستان تنکابن و در تحصیلات ابتدایی در امتحانات نهایی بین مدارس دخترانه و پسرانه شاگرد اول شد. نخستین نسخه کتاب هنر آشپزی در سال ۱۳۴۳ با ۶۰۰ دستور غذایی منتشر شد. او خودش ناشر کتابش بود و مدت‌ها این کتاب را در خانه‌اش به فروش می‌رساند. او که پیش از انقلاب کلاس‌های آشپزی برپا می‌کرد، پس از انقلاب تنها از فروش این کتاب امرار معاش می‌کرد.
به گفته خانم منتظمی نوشتن این کتاب بیش از دو سال طول کشید. آخرین چاپ‌های هنر آشپزی در دو جلد منتشر می‌شود و شامل بیش از ۱۷۰۰ غذای ایرانی و فرنگی است.
رزا منتظمی نقل کرده‌است که از سال ۱۳۳۷ در تهران کلاس آشپزی و شیرینی‌پزی داشته‌است و هزاران نفر در کلاس‌های او شرکت می‌کردند.

## کتاب هنر آشپزی
کتاب هنر آشپزی در زمان حیات نویسنده‌اش بیش از پنجاه بار تجدید چاپ شد و حدود یک میلیون نسخه از آن به فروش رسید. چاپ چهل و یکم این کتاب در دو جلد منتشر شده و بیش از ۱۷۰۰ غذای ایرانی و فرنگی را شامل می‌شود. کتاب رزا منتظمی در چند دههٔ اخیر در منزل بیشتر مردم طبقهٔ متوسط ایران یافته می‌شود و از هدایای معمول به زوج‌های جوان است.
این کتاب در سال‌های جنگ هشت‌سالهٔ ایران و عراق و دوران کمبود کاغذ و مشکلات چاپ در ایران، برای جلوگیری از فروش به صورت بازار سیاه، با «دفترچه بسیج اقتصادی» فروخته می‌شد. هنگام خرید کتاب این دفترچه‌ها ممهور می‌شد تا نشان‌دهندهٔ آن باشد که خریدار سهمیهٔ هنر آشپزی را دریافت کرده‌است.

## درگذشت
فاطمه بحرینی در ۸۷ سالگی در ۱ آبان ۱۳۸۸ درگذشت.